# Petit Rouge

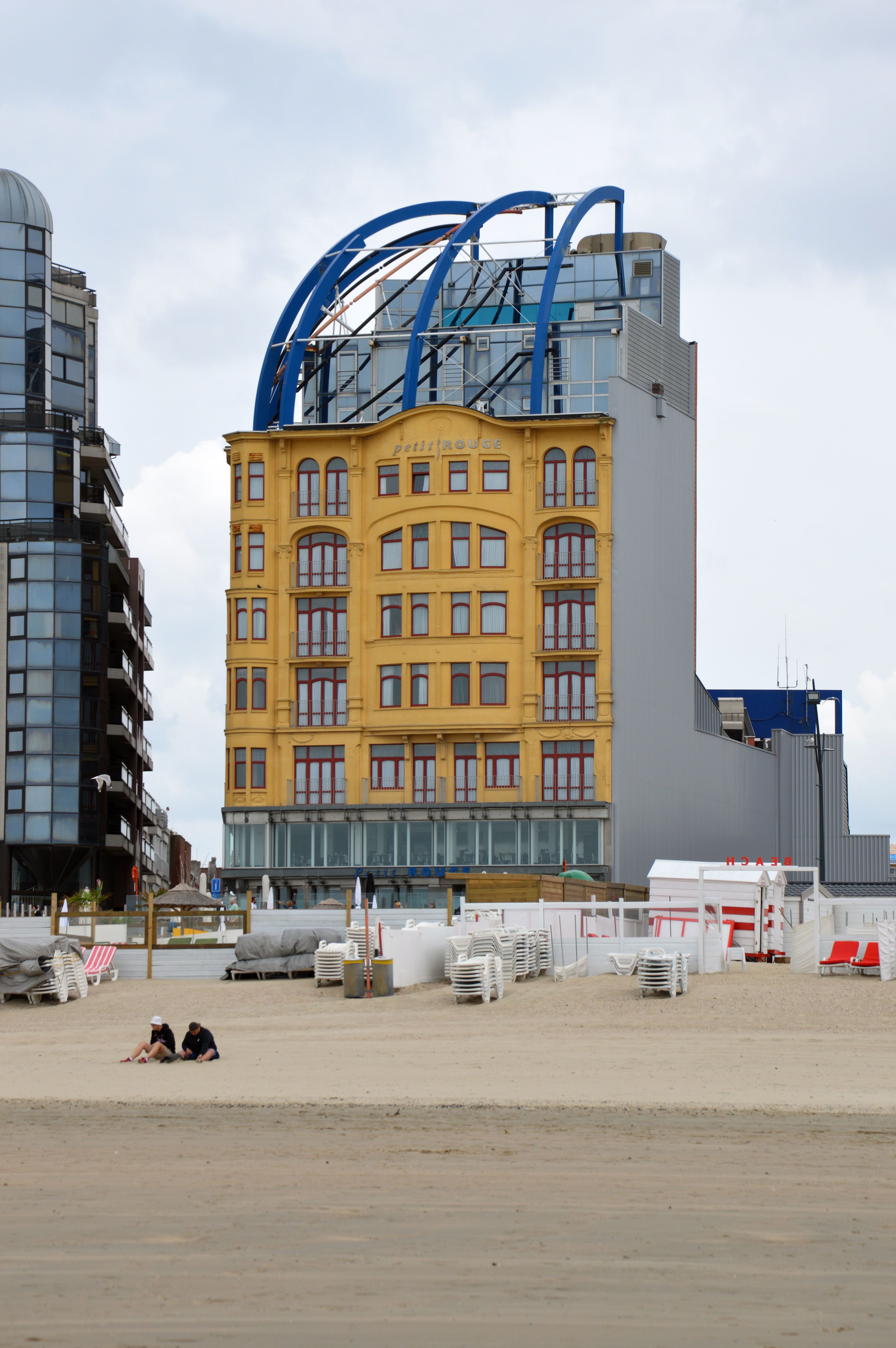
Het hotel Petit Rouge in Blankenberge (augustus 2019)

Petit Rouge is een voormalig hotel in de Belgische kustgemeente Blankenberge. Het historisch pand is gelegen aan de Zeedijk.

## Geschiedenis
Het Hotel de Petit Rouge werd in 1865 gebouwd op de plaats waar voorheen de Chalet des Bains stond. In 1875 werd de gevel van de Petit Rouge verhoogd met een extra verdieping nadat het Pavillion des Bains ernaast ook verhoogd werd. In 1903 werd de Petit Rouge verbreed door de aankoop van een aanpalend politiegebouw. Tussen 1920 en 1925 werd de gevel uitgebreid met het aangrenzende Café Venitien en gewijzigd in de art decostijl.
In 1994 moest het hotel noodgedwongen sluiten vanwege de slechte bouwkundige staat. In 1995 kocht De Voorzorg Limburg het hotel, dat in 2001 heropende als vakantiecentrum. Na verbouwingen werd enkel de gevel van het gebouw was bewaard. 
Het Hasseltse vastgoedkantoor Immo Top Invest kocht het gebouw eind 2019 en maakte bekend het vakantiecentrum in januari 2020 te sluiten en het gebouw te slopen om plaats te maken voor een handels- en appartementsgebouw. In februari 2021 stond onder meer de Petit Rouge centraal in een corruptie- en witwaszaak. Na de verkoop van het voormalige hotel door De Voorzorg Limburg aan Immo Top Invest zou geld zijn teruggevloeid naar de top van De Voorzorg Limburg, waaronder topman Tony Coonen.
Begin 2023 werd bekend dat projectontwikkelaars ION en POC Real Estate het gebouw in 2022 hadden gekocht. Ze onderzoeken mogelijkheden om de gevel te bewaren en erachter een nieuw gebouw op te trekken, gespreid over twee percelen.